# 艾里克·P·汉普
艾里克·普拉特·汉普（英語：Eric Pratt Hamp，1920年11月16日—2019年2月17日）美国语言学家、印欧学专家，尤其关注凯尔特语族和阿尔巴尼亚语。他的研究还涉及美洲原住民語言。他曾在芝加哥大学任教。